# Leryn Franco
Leryn Dahiana Franco Stenery (Asuncion, 1 maart 1982) is een atlete uit Paraguay, die uitkomt op het onderdeel speerwerpen. Ze nam driemaal deel aan de Olympische Spelen, maar won hierbij geen medailles. Ze heeft het Paraguayaans record in handen in deze discipline.

## Loopbaan
Franco werd geboren in Asuncion als kind van Uruguayaanse ouders. Op zestienjarige leeftijd verbeterde ze het nationale jeugdrecord op het speerwerpen en hink-stap-springen. Nadat ze in zowel 1998 als 1999 een bronzen medaille behaalde bij de Zuid-Amerikaanse kampioenschappen voor junioren, won ze in 2001 het goud op dit toernooi.
In 2004 won ze de Zuid-Amerikaanse kampioenschappen voor neo-senioren. Ondanks dat ze met 55,38 m een persoonlijk record wierp bij de Pan-Amerikaanse Spelen 2007 in Rio de Janeiro, eindigde ze hiermee op een laatste plaats (twaalfde overall). Ze nam driemaal voor Paraguay deel aan de Olympische Spelen, in 2004, 2008 en 2012. Alle malen sneuvelde ze in de kwalificatieronde, wat voor haar niet als een verrassing kwam. Bij de Spelen van Londen in 2012 zei ze, dat kwalificeren op zich al een medaille voor haar is. Op 8 juni 2012 verbeterde ze haar persoonlijk record bij de Ibero-Amerikaanse kampioenschappen tot 57,77. Deze prestatie gold tevens als nationaal record.
Leryn Franco heeft naast haar carrière als atlete, ook een carrière als model. Ze werd tweede in de Miss Paraguay verkiezing van 2006 en deed daarnaast in datzelfde jaar mee aan de Miss Bikini World verkiezing.

## Titels
- Zuid-Amerikaans kampioene U23 speerwerpen - 2004
- Zuid-Amerikaans juniorkampioene speerwerpen - 2001
- Zuid-Amerikaans B-juniorkampioene speerwerpen - 1998

## Persoonlijk record
| Onderdeel   | Prestatie    | Datum       | Plaats       |
| ----------- | ------------ | ----------- | ------------ |
| speerwerpen | 57,77 m (NR) | 8 juni 2012 | Barquisimeto |

## Prestaties

### speerwerpen
- 1998:  Zuid-Amerikaanse B-junioren kamp. - 40,26 m
- 1999: 7e in kwal. WJK
- 1999:  Zuid-Amerikaanse juniorenkamp. - 42,26 m
- 2000:  Zuid-Amerikaanse juniorenkamp. - 46,50 m
- 2001: 10e universiade - 43,69 m
- 2001:  Zuid-Amerikaanse juniorenkamp. - 43,69 m
- 2001:  Pan-Amerikaanse juniorenkamp. - 47,28 m
- 2003: 8e Pan-Amerikaanse Spelen - 50,21 m
- 2003: 12e in kwal. WK - 51,13 m
- 2004:  Zuid-Amerikaanse kamp. U23 - 51,53 m
- 2004: 21e in kwal. OS - 50,37 m
- 2007: 12e Pan-Amerikaanse Spelen - 52,25 m
- 2007:  Zuid-Amerikaanse kamp. - 53,80 m
- 2008: 25e in kwal. OS - 45,34 m
- 2009: 14e in kwal. universiade - 48,26 m
- 2011:  Zuid-Amerikaanse kamp. - 55,66 m (NR)
- 2011: 13e Pan-Amerikaanse Spelen - 48,70 m
- 2012:  Ibero-Amerikaanse kamp. - 57,77 m (NR)
- 2012: 18e in kwal. OS - 51,45 m